# 地幔楔

洋壳俯冲的图示。

地幔楔（mantle wedge)，是大洋板块在海沟（板块汇聚边界）处向地幔俯冲时与上盘的大陆板块（非潜没板块）之间夹杂的三角楔形的地幔舌部。可用地震波速成像来辨识。
俯冲的洋壳携带了大量挥发性水分（水合矿物的分解与渗透的海水），水分的上升将降低其上的地幔楔的熔化温度。
地幔楔的流动导致的减压也有助于其熔化。熔融的地幔楔上升形成了火山活动。

弧前地幔扩展至俯冲带与地幔楔较冷的鼻部相遇之处，深度约为10–40 km.俯冲带之处的地震波衰减低，波速快。地幔楔区域的地震波断层成像显示为低速高衰减区域，Vp= 7.4 km·s−1 ，Vs= 4 km·s−1. 没有火山弧的地幔楔就没有这种低速。这反映了地幔楔是否熔融。